# الدوري النمساوي 1990–91
الدوري النمساوي الممتاز 1990–91 (بالألمانية: Österreichische Fußballmeisterschaft 1990/91)‏ هو الموسم 80 من بوندسليغا النمسا لكرة القدم. أشرف على تنظيمه اتحاد النمسا لكرة القدم، وكان عدد الأندية المشاركة فيه 12، وفاز فيه أوستريا فيينا.